# Kapazitätsnormal
Das Kapazitätsnormal ist ein elektrischer Kondensator mit wohldefinierter Kapazität. Es wird von Metrologen zur Normierung festgesetzt.
Ein Kapazitätsnormal wird zum Beispiel durch die Physikalisch-Technische Bundesanstalt (PTB) auf der Basis der Elementarladung von Elektronen bestimmt. Mittels Vorrichtungen, die einzelne Elektronen zählen, wird ein Kondensator der ungefähren Kapazität 1 Picofarad mit der Ladung {\displaystyle Q} (typischerweise 107 Elektronen, multipliziert mit ihrer jeweiligen Ladung, der Elementarladung) geladen. Den Vorrichtungen liegen beispielsweise Einzelelektronentransistoren zugrunde. 
Durch Messung der am Kondensator anliegenden Spannung {\displaystyle U} wird die Kapazität {\displaystyle C} mit sehr viel geringerer Messungenauigkeit bestimmt zu:
{\displaystyle C={\frac {Q}{U}}}